# لوكينا ديل كايد
بلدية لوكينا ديل كايد (بالإسبانية: Lucena del Cid)‏، هي إحدى بلديات مقاطعة كاستيلون التي تقع في منطقة بلنسية، في شرق إسبانيا.
يبلغ عدد سكانها 1.605 نسمة وفقاً لإحصائية سنة (2006).